# La Restinga
La Restinga is een dorp in het zuiden van El Pinar de El Hierro, een gemeente van het eiland El Hierro in de provincie Santa Cruz de Tenerife in de Spaanse regio de Canarische Eilanden. Het dorp telt 568 inwoners.
Het plaatsje ligt op de zuidelijke punt van het eiland en is daarmee de meest zuidelijk gelegen Spaanse nederzetting. 

## Geschiedenis
La Restinga ontstond recent, rond 1960, als een klein vissersdorpje rond de gelijknamige haven. 
In de afgelopen jaren heeft het dorpje, voornamelijk om zijn aantrekkingskracht voor de duiksport, een sterke groei gekend.

### Vulkaanuitbarsting van 2011
In juli 2011 merken de wetenschappers van het monitoring-station van het Instituto Vulcanológico de Canarias in Valverde toenemende seismische activiteit in de ondergrond van het eiland, wat er op wijst dat magma zich een weg naar boven baant.
Op 10 oktober 2011 worden de eerste verschijnselen van een onderzeese vulkaanuitbarsting vastgesteld op 150 m diepte en enkele kilometers buiten de kust voor La Restinga. De volgende dag neemt de uitbarsting in kracht toe, en worden de inwoners van La Restinga geëvacueerd omwille kleine aardverschuivingen op de hellingen boven het dorp.
. Deze maatregel valt bij de inwoners niet geheel in goede aarde.  De volgende dagen wordt het duidelijk dat op ongeveer 2400 meter voor de kust een nieuwe vulkaan aan het ontstaan is, die later de naam Tagoro zal krijgen. De nieuweling ligt momenteel op ongeveer 88 meter onder het zeeoppervlak.
De uitbarsting blijft ongeveer vijf maanden actief om te eindigen begin maart 2012. Het is daarmee de op één na langstdurende historische uitbarsting op de Canarische Eilanden, na die van de Timanfaya (1730-1736) op Lanzarote. 

## Geografie
La Restinga ligt op de uiterste zuidpunt van het eiland, in vogelvlucht op 7 km van El Pinar de El Hierro en op 20 km van de hoofdstad van het eiland, Valverde. 
Het dorpje ligt midden in een onherbergzaam vulkanisch landschap van lava- en tefravelden, op enkele honderden meters van de vulkaan Restinga (197 m). 

## Flora en fauna

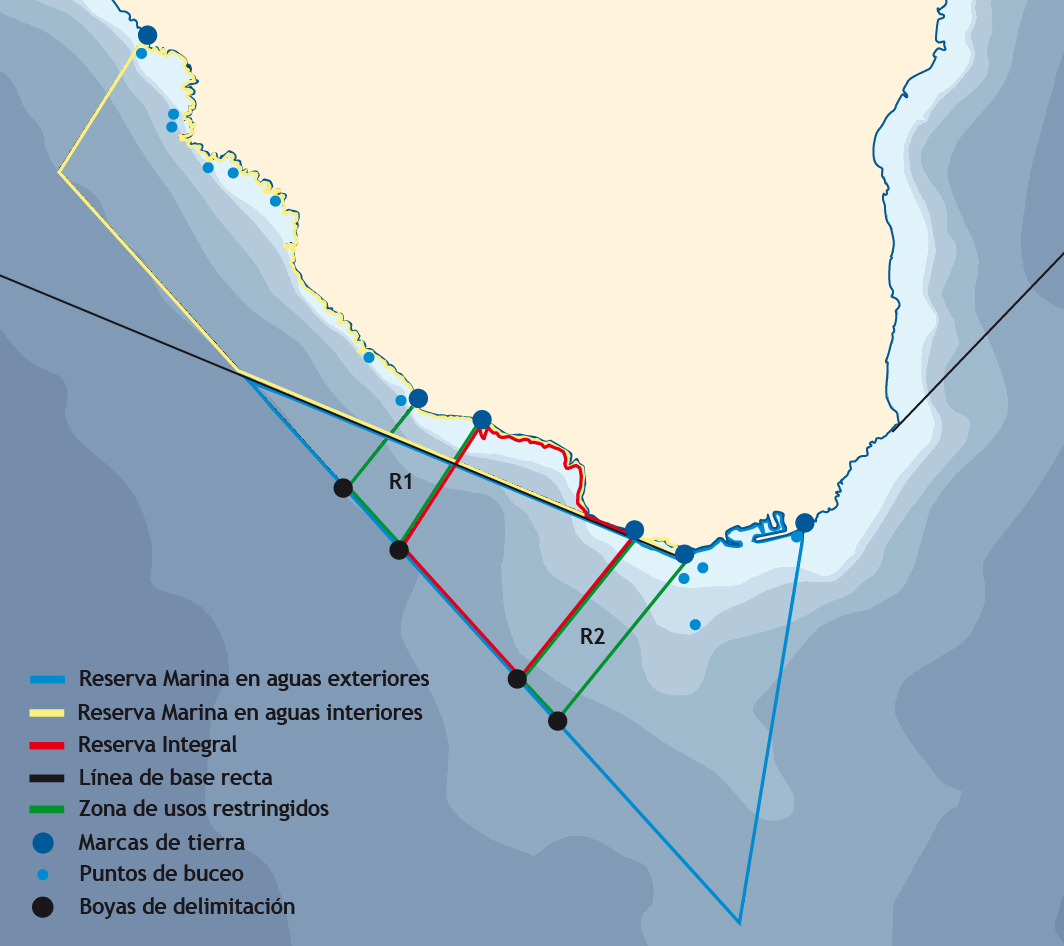
Ligging van het Reserva Marina de La Restinga

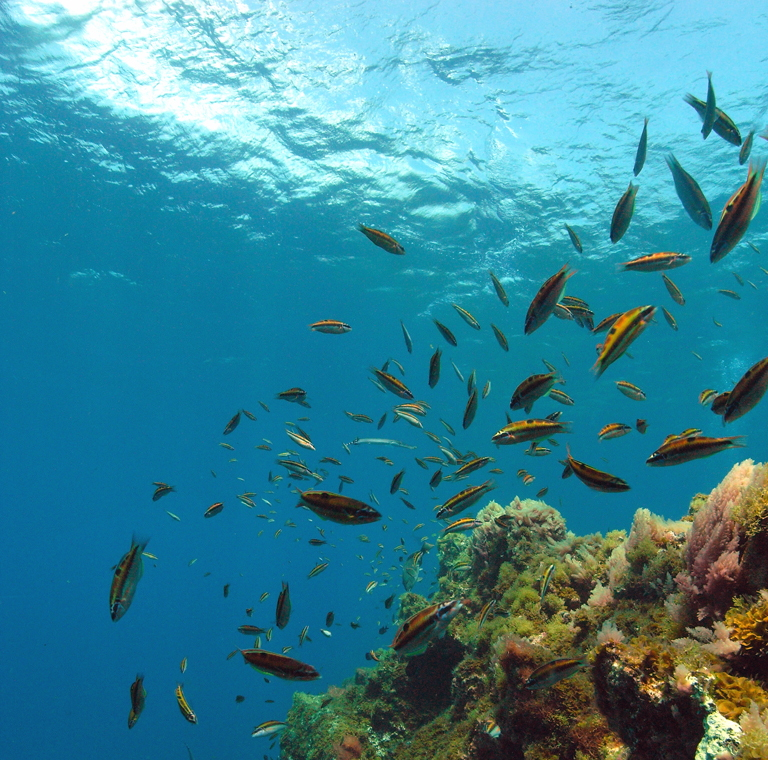
Vissen in de Mar de Las Calmas

De zee aan de zuidwestkust tussen La Restinga in het oosten en de Punta de Orchilla aan de westkant van het eiland staat bekend als de Mar de las Calmas (Zee der Kalmte). De plaatselijke omstandigheden met betrekking tot de wind, stromingen en de geologische kenmerken van de zeebodem zorgen voor een zeer gevarieerd onderwaterlandschap. De zeebodem is over het algemeen  rotsachtig met talrijke grotten, bogen en spleten, maar hier en daar zijn ook zandige gedeeltes. Het water is er zo helder dat het zonlicht meerdere tientallen meters diep reikt, waardoor ook op dieptes van 70 nog algen groeien. Deze algen zijn van vitaal belang voor het mariene ecosysteem, omdat ze dienen als voedsel voor ongewervelde dieren. Het 17de nationale park van Spanje, Nationaal park Mar de Las Calmas wordt er opgericht.
De overvloedige fauna van ongewervelde dieren zoals kreeften, koralen, garnalen, anemonen en sponzen zorgt voor een grote diversiteit van kustbodemvissen zoals papegaaivissen, tandbaarzen en verschillende soorten murenen die op hun beurt grotere vissen als tonijnen en zelfs walvishaaien en manta's aantrekken. Daarnaast zijn er vaak zeeschildpadden en dolfijnen te zien.
Daarom werd in 1996 voor de kust het Reserva Marina de La Restinga (zeereservaat van La Restinga) gecreëerd, een zeereservaat van 750 ha met als doel de marine biodiversiteit te bevorderen met beperkte impact op de lokale visserij. 

## Toerisme
Bij het haventje van La Restinga is een promenade met eet- en drinkgelegenheden. Er zijn echter maar een paar zwemplekken, een klein zwart lavastrand in het dorp zelf, en een tiental km verder naar het westen de rotsige baai van Cala de Tacorón.
Door de nabijheid van El Mar de las Calmas staat La Restinga bekend als het centrum op El Hierro voor de duiksport. De helderheid van het water, de biodiversiteit van de zeefauna en de spectaculaire aard van de zeebodem maken de kust van La Restinga tot een bevoorrechte plek om te duiken. 
Niet ver van het dorpje, op de weg naar El Pinar, ligt het Centro de Interpretación del Geoparque El Hierro, een museum (deels openlucht) waar de vulkanische geschiedenis van het eiland wordt belicht. Ook is er een uitgebreide tentoonstelling en beeldmateriaal over de vulkaanuitbarsting van 2011.